# هی ریور (کانادا)
هی ریور (کانادا) (به انگلیسی: Hay River (Canada)) رودخانه‌ای است که در کانادا جریان دارد.